# 戌井市郎
戌井 市郎（いぬい いちろう、1916年8月5日 - 2010年12月15日）は、日本の演出家、元文学座代表。

## 経歴・人物
京都府京都市祇園に生まれる。母方の祖父は喜多村緑郎。本名・戌井市郎右衛門。京都市立第二商業学校卒。1935年創作座研究生、1937年文学座創立に参加、久保田万太郎、岸田国士、岩田豊雄の演出助手を務める。
1940年日本放送協会嘱託となり、1943年までラジオ番組の演出に当たった。
1945年森本薫の「女の一生」（久保田万太郎演出、杉村春子主演）初演の演出助手を務め、のち演出を行う。1957年日本新劇代表団の一員として訪中、1963年劇団文学座理事、1970年終身幹事、代表幹事、取締役、社長を経て、1992年文学座会長、2008年文学座代表。新劇のみならず、新派、歌舞伎、商業演劇と幅広く演出を手がけた。
1954年毎日演劇賞を川口一郎「島」、森本薫「退屈な時間」の演出で授賞、1960年名古屋演劇ペンクラブ賞、1982年紫綬褒章受章、1987年勲三等瑞宝章。  1997年芸能功労者表彰、2003年朝日舞台芸術賞特別賞を「大寺学校」の演出などで、2008年読売演劇大賞芸術栄誉賞、松尾芸能賞特別賞受賞。  
1997年から2001年まで日本演出者協会理事長を、2006年から2009年まで日本劇団協議会会長を務めた。
著書に『芝居の道 文学座とともに六十年』（丸善出版事業部、1999）がある。  
孫は作家の戌井昭人。
2010年12月15日、肺炎のために死去。94歳没。

## 脚註
1. ↑  「秋の叙勲に4575人　女性が史上最高の379人」『読売新聞』1987年11月3日朝刊
2. ↑  戌井市郎さん死去 読売新聞 2010年12月15日閲覧